# På spaning efter den tid som flytt
På spaning efter den tid som flytt (franska À la recherche du temps perdu) är en romansvit i sju delar av den franske författaren Marcel Proust, utgiven 1913–1927. Romansviten räknas jämte Robert Musils Mannen utan egenskaper, James Joyces Odysseus samt Virginia Woolfs Mrs Dalloway och Mot fyren till den litterära modernismens centrala prosaverk. Den har tolkats som delvis självbiografisk och har en säregen flertemporal berättarteknik.
Läsaren får följa berättaren från barndomens Combray i Du côté de chez Swann till det att ett åldrat persongalleri ånyo sammanstrålar i den avslutande delen Le temps retrouvé. Den andra delen i sviten, på franska À l’ombre de jeunes filles en fleurs, belönades med Goncourtpriset 1919.

## Romansvitens delar
- 1 Swanns värld, 1964 (Du côté de chez Swann, 1913)
- 2 I skuggan av unga flickor i blom, 1965 (À l’ombre des jeunes filles en fleurs, 1919)
- 3 Kring Guermantes, 1966 (Le côté de Guermantes, i två volymer 1921–1922)
- 4 Sodom och Gomorra, 1969 (Sodome et Gomorrhe I och II, 1922–1923)
- 5 Den fångna, 1973 (La prisonnière, 1925)
- 6 Rymmerskan, 1978 (Albertine disparue alternativt La fugitive, 1927)
- 7 Den återfunna tiden, 1982 (Le Temps retrouvé, 1927)
- Appendix, Textkommentarer, resuméer, register, 1982[1]

Årtalet för de svenska utgåvorna gäller för Gunnel Vallquists första översättning. En grundligt reviderad version utkom 1993.

## Handling
Romanens första bok består av tre delar: Combray, Swann och kärleken samt Namnet. I den första delen skildras den i sammanhanget smått klassiska scen där berättaren drar sig till minnes en vardaglig episod från sin barndom genom kombinationen av lindblomste och det bakverk som kallas madeleinekaka. Därefter skildras barndomsvistelser i den lantliga staden Combray (baserad på den verkliga staden Illiers, som 1971 fick namnet Illiers-Combray) med det väldiga hushållet dominerat av berättarens mormor samt den sjukliga men ändå väldigt aktiva tante Leonie. Bokens huvudperson, Charles Swann, presenteras i den första delen enbart som en vän till berättarens föräldrar vilken han först senare i livet kommer att lära känna mer ingående. Den andra delen skildrar den intensiva kärlekshistorien mellan Swann och hans blivande hustru Odette de Crécy, ett giftermål som av många kommer att betraktas som något skandalöst på grund av Odettes tvivelaktiga rykte. Här skildras även Madame Verdurin och hennes salong, ett sällskap som även senare återkommer i berättelsen. I den sista delen skildras författarens första intresse för det motsatta könet, bland annat Swanns och Odettes dotter Gilberte.
Romanserien utspelar sig omväxlande i berättarens våning på Rue de Courcelles i Paris och i badorten Cabourg (hos Proust benämnd "Balbec") vid Normandies kust. Det avsnitt som är mest känt är då en munsbit av en madeleinekaka tillsammans med en klunk lindblomste får berättaren att i tankarna återvända till sin barndom. I övrigt löper berättarens relation till Albertine som en röd tråd genom boken, alltifrån det att han först får syn på Albertine och hennes väninnor (la petite bande) på Balbecs vågbrytare via återseendet i Paris till seriens slut. 
Romanen har en mångtydighet i många passager som gör det möjligt för läsaren att läsa på två sätt: som "ickehomosexuell" och som "homosexuell", och lyckas därmed att vara utmanande och harmlös på en och samma gång. Ett exempel är att många kvinnor i romanen kan förstås som maskerade män, dock inte alla, och flera av dem åtrår dessutom kvinnor. Proust förklarar på följande sätt hur omkastningsmekanismen kan fungera:
| ” | En författare får inte ta illa upp att den homosexuelle läsaren ger manlig gestalt åt hans hjältinnor. Ty endast med hjälp av denna lilla egendomlighet kan han sedan finna det allmängiltiga i det han läser. Liksom Racine tvingats att först göra antikens Fedra till jensenist för att därefter kunna skänka henne hel och full allmängiltighet, så måste monsieur de Charlus för att kunna förstå och fälla tårar över 'Oktobernatten' eller 'Minnet' ge Morels antikte åt den 'trolösa' som Musset begråter, ty endast på denna smala omväg kunde han nå fram till kärlekens sanningar. | „ |

## Översättningar, bearbetningar
Den första svenska översättningen gjordes av Sonja Vougt och publicerades 1930 som "På spaning efter det svunna". Denna utgivning omfattade dock inte ens hela Swanns värld.
Den första kompletta översättningen gjordes av Gunnel Vallquist och gavs ut mellan 1964 och 1982 samt i en reviderad version 1993.
Stéphane Heuet har arbetat om romansviten till serieformat. De sju delarna gavs ut på franska av serieförlaget Delcourt från 1998 till 2019. I Sverige publicerade Agerings Förlag de tre första delarna i svensk översättning 2009–2010.

### Seriebearbetning (franska)
1. Combray, 1998.
2. À l'ombre des jeunes filles en fleurs – première partie, 2000.
3. À l'ombre des jeunes filles en fleurs – seconde partie, 2002.
4. Un amour de Swann – première partie, 2006.
5. Un amour de Swann – seconde partie, 2008.
6. Noms de pays : Le nom, 2013.
7. Autour de madame Swann, 2019